# Hrabstwo Overton
Hrabstwo Overton (ang. Overton County) – hrabstwo w stanie Tennessee w Stanach Zjednoczonych. Obszar całkowity hrabstwa obejmuje powierzchnię 434,82 mil² (1126,18 km²). Według szacunków United States Census Bureau w roku 2009 miało 21 060 mieszkańców.
Hrabstwo powstało w 1806 roku.

## Miasta
- Livingston[4]

| Populacja hrabstwa w poprzednich latach | Populacja hrabstwa w poprzednich latach |
| Rok                                     | Liczba ludności                         |
| --------------------------------------- | --------------------------------------- |
| 1980                                    | 17 546                                  |
| 1990                                    | 17 636                                  |
| 2000                                    | 20 118                                  |
| 2005                                    | 20 523                                  |